# Дропшипинг
Дропшипинг (на английски: drop shipping) е форма на търговия на дребно, при която продавачът приема поръчки на клиенти, без да поддържа складови наличности. Вместо това, под формата на управление на веригата за доставки, продавачът прехвърля поръчките и техните подробности за доставка или на производителя, търговец на едро, друг търговец на дребно или къща за изпълнение, която след това изпраща стоките директно на клиента.
Продавачът е отговорен за маркетинга и продажбата на продукта, но има ограничен контрол върху качеството на продукта, съхранението, управлението на инвентара или доставката. Правейки това, той елиминира разходите за поддържане на складове – или дори тяхното излагане – закупуване и съхранение на инвентар и наемане на необходимия персонал за такива функции. Както при всяка друга форма на търговия на дребно, продавачът печели от разликата между цената на едро и цената на дребно на артикула, намалена с всички съответни такси за продажба, търговец или доставка, натрупани срещу него.
Дропшипингът се превръща в популярен бизнес модел за предприемачите в електронната търговия, тъй като изисква минимални първоначални инвестиции и режийни разходи. Освен това дропшипинг операция може да се управлява от всяко място с интернет връзка. Дропшипингът обаче има и своите недостатъци, включително по-ниски маржове на печалба, по-малък контрол върху качеството на продаваните продукти и повишен риск от забавяне на доставката или проблеми с веригата за доставки.
Amazon, гигантът за онлайн пазаруване, постига ранен успех в дропшипинг бизнес модела, при който може да предложи над милион различни книги на потребителите, като същевременно поддържа само около 2000 на склад от по-популярните заглавия. Издателите и търговците на едро получават препратени поръчки от Amazon и изпращат продуктите директно до клиента, използвайки опаковки от Amazon.